# هاريسون فونتينوت
هاريسون فونتينوت (بالإنجليزية: Harrison Fontenot)‏ هو موسيقي أمريكي، ولد في 1 أغسطس 1934، وتوفي في 21 يناير 2011.

## وصلات خارجية
- هاريسون فونتينوت على موقع ميوزك برينز (الإنجليزية)
- هاريسون فونتينوت على موقع ديسكوغز (الإنجليزية)